# Église Saint-Hippolyte de Saint-Hippolyte (Haut-Rhin)
Pour les articles homonymes, voir Église Saint-Hippolyte.
L'église Saint-Hippolyte est un monument historique situé à Saint-Hippolyte, dans le département français du Haut-Rhin.

## Localisation
Ce bâtiment est situé à Saint-Hippolyte.

## Historique
L'édifice fait l'objet d'une inscription au titre des monuments historiques depuis 1932.

## Galerie

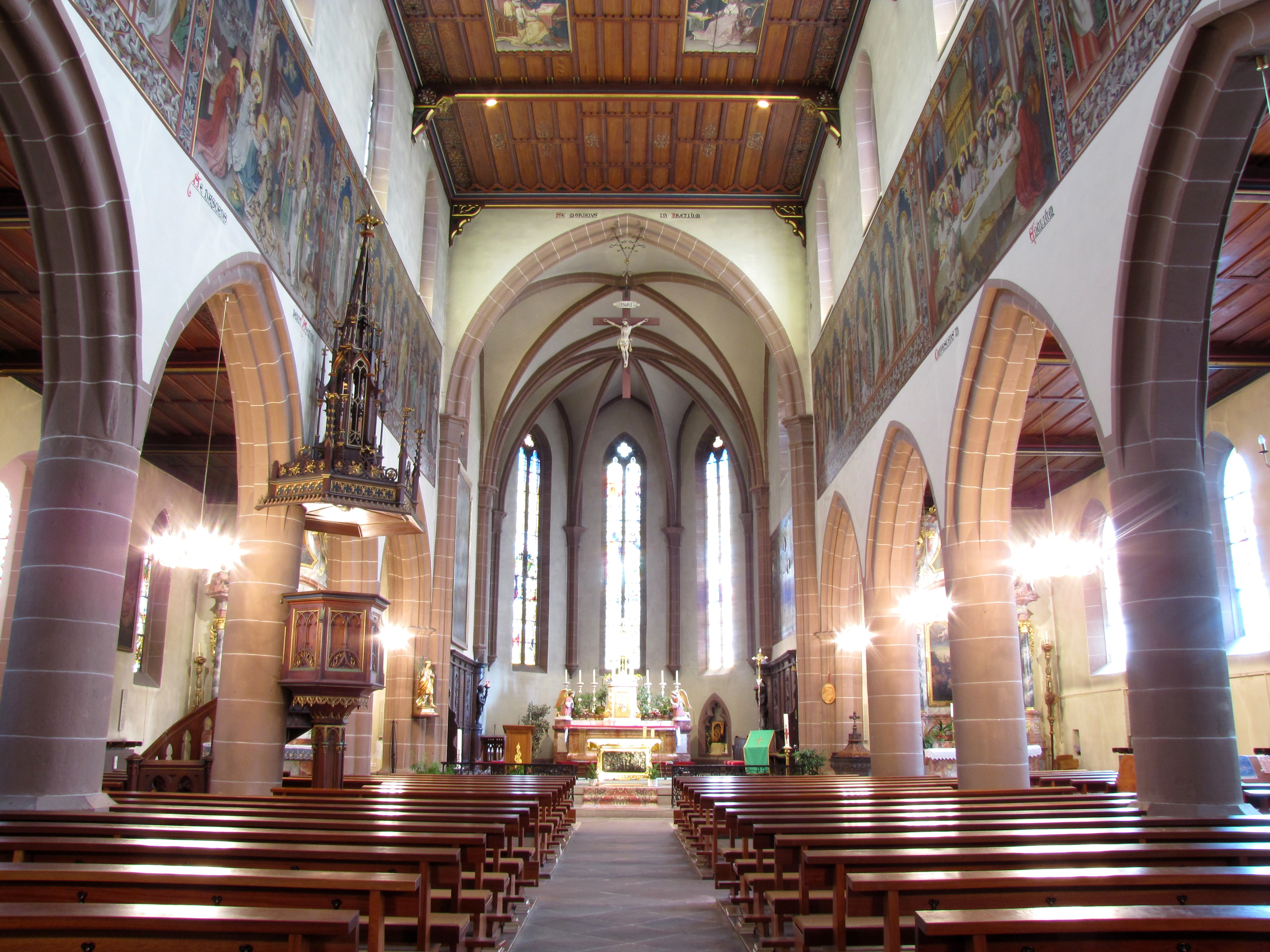
La nef et le chœur.
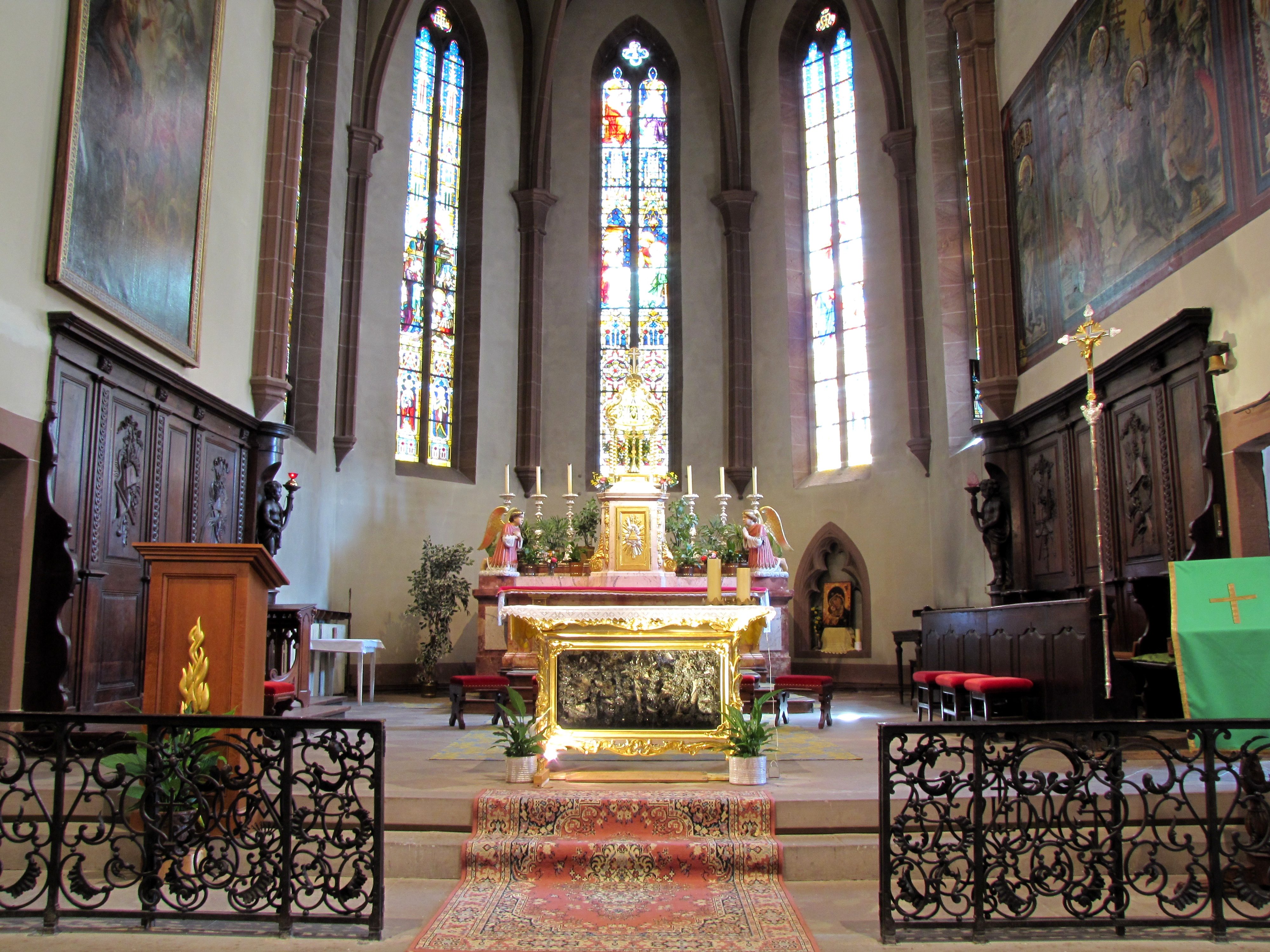
Le chœur avec le maître-autel contenant la châsse des reliques de saint Hippolyte, lambris du XVIIIe siècle.
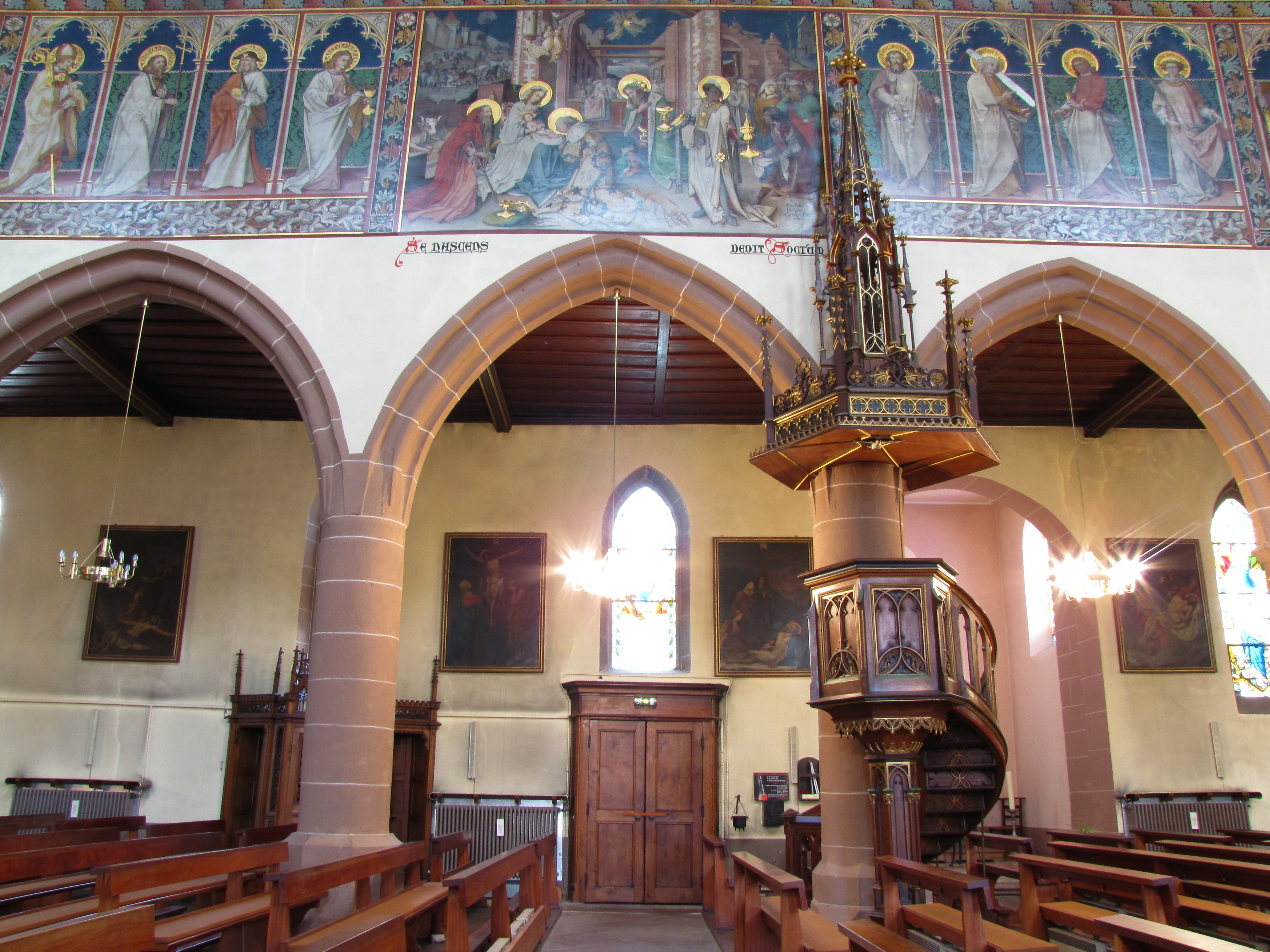
Chaire à prêcher du XIXe siècle, fresques néo-gothiques "Saints et Adoration des Rois mages" (XXe siècle) et collatéral.
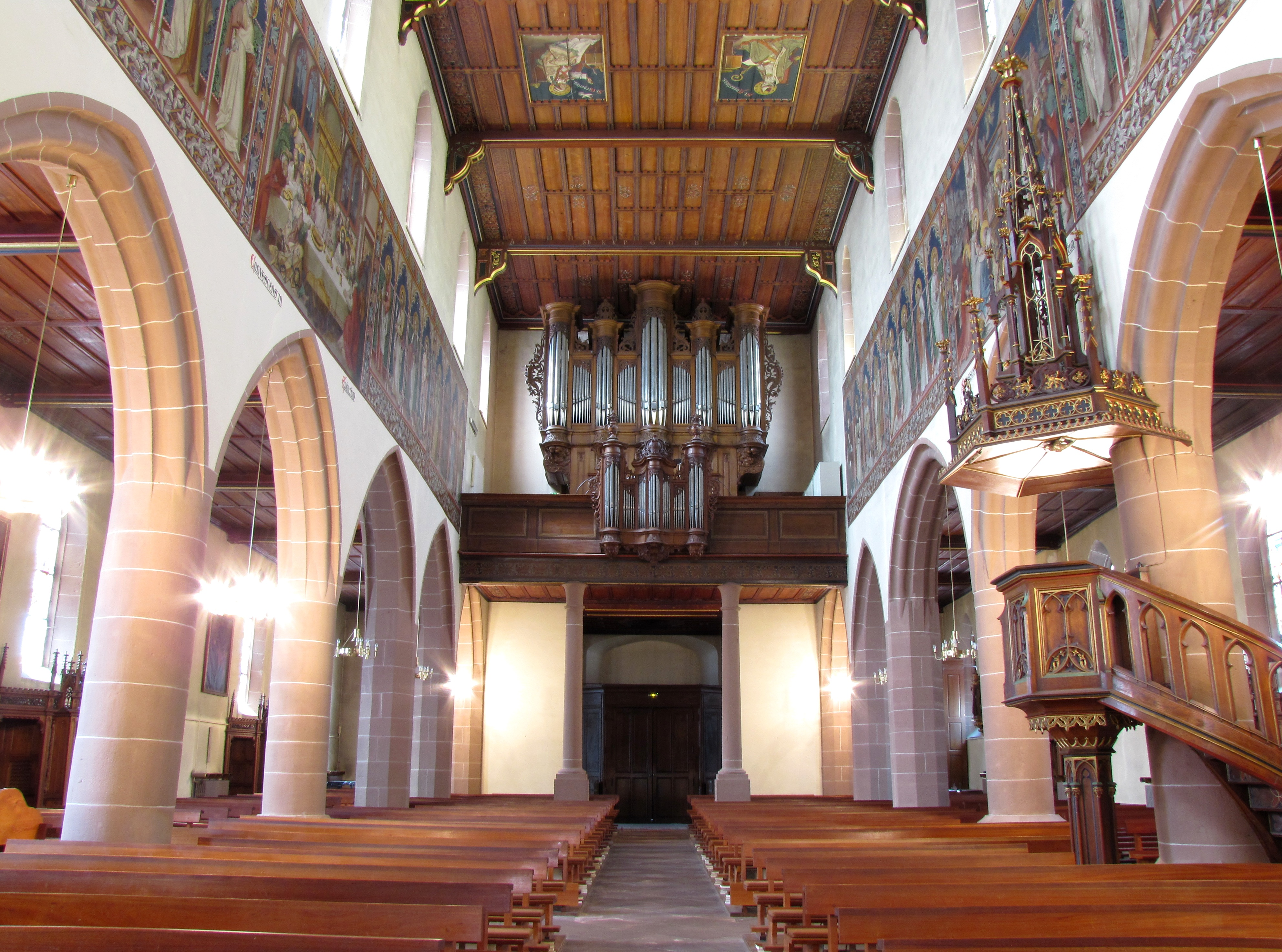
La nef, la chaire et l'orgue.
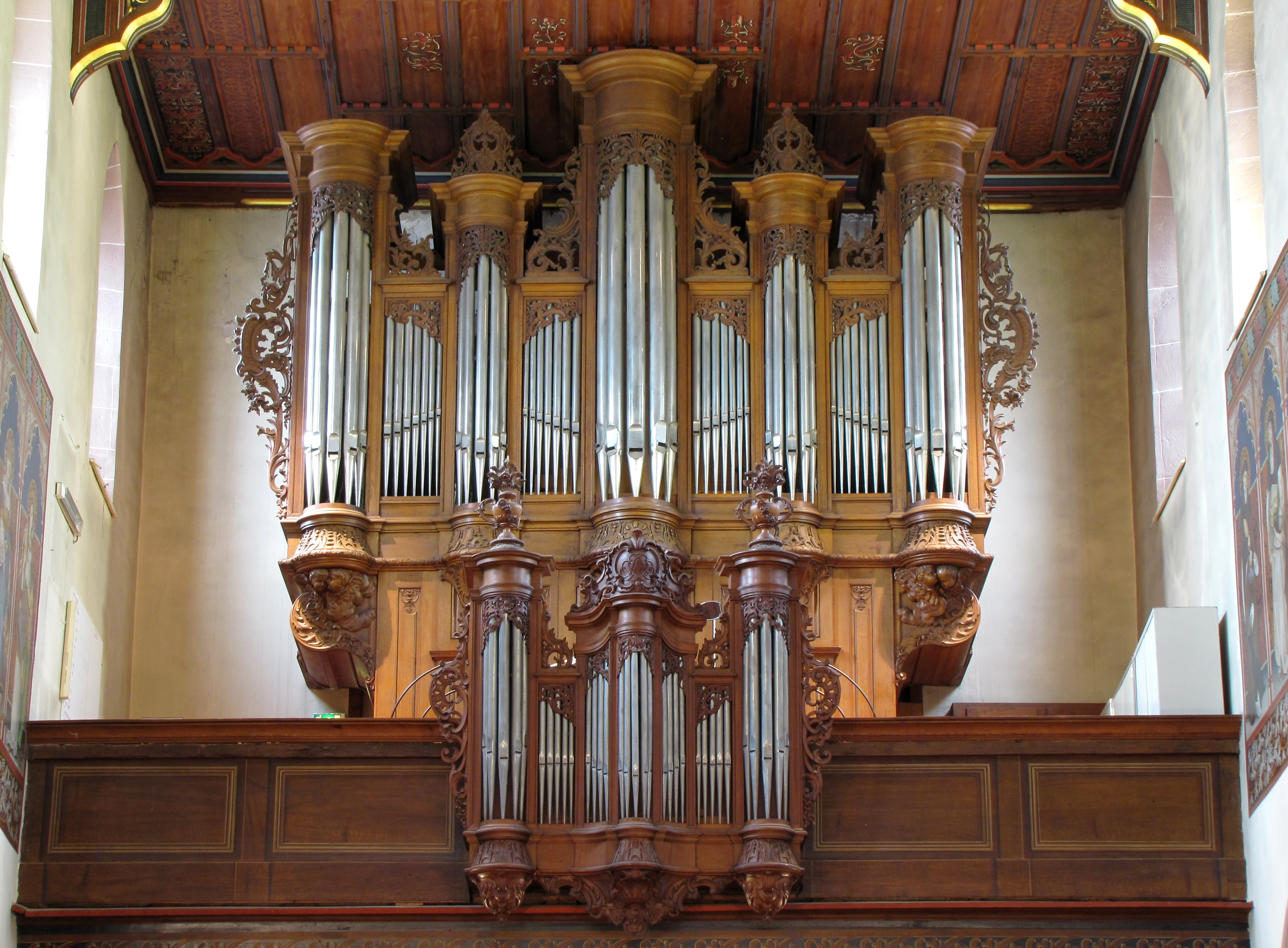
L'orgue de Jean André Silbermann, initialement à l'abbaye de Marbach (1739).
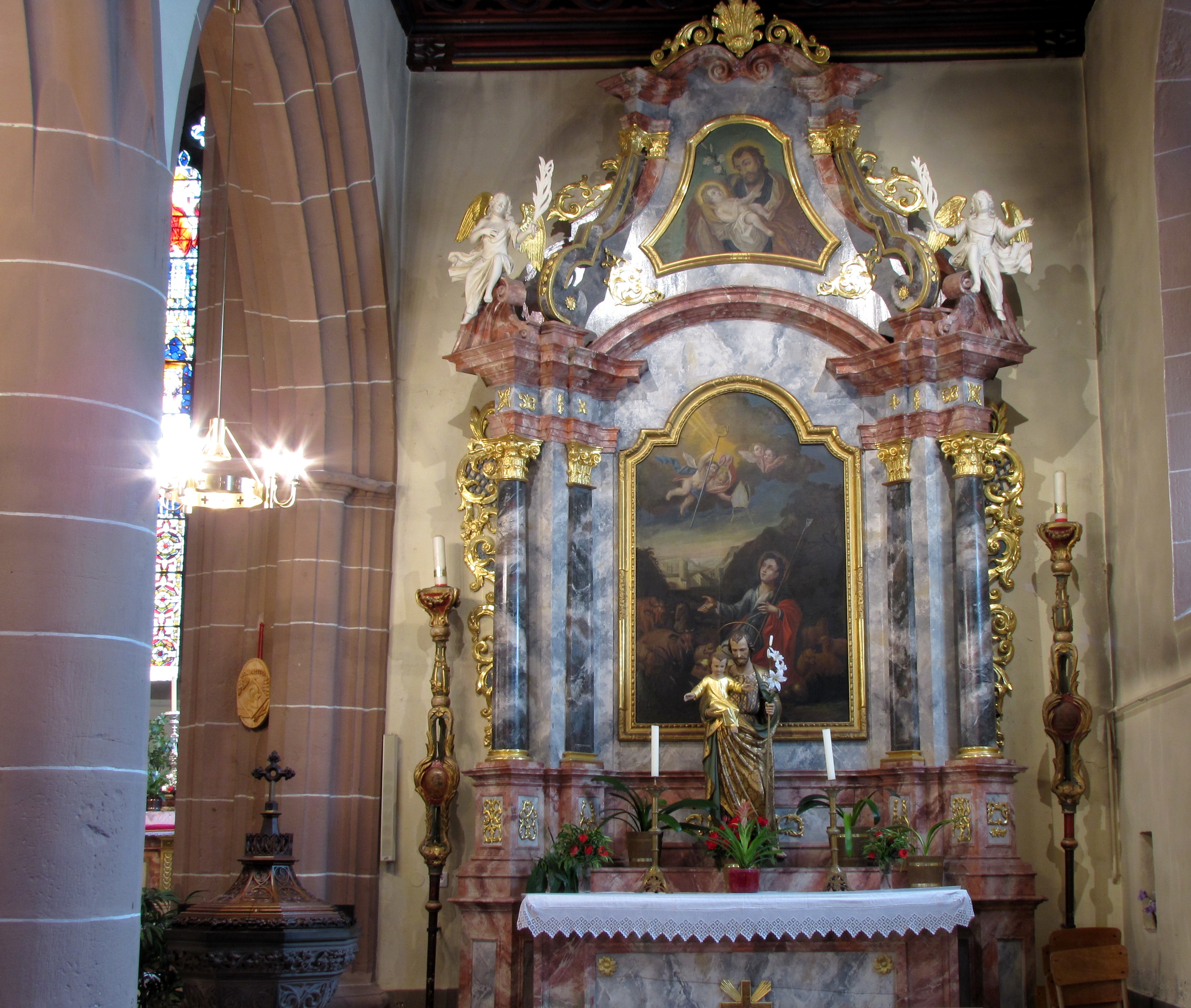
Autel secondaire de saint Wendelin et tableaux du XVIIIe siècle.